# Benjamin Weiss

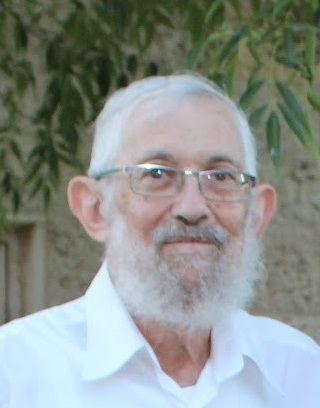
Benjamin Weiss

Benjamin Weiss – izraelski matematyk. Zajmuje się teorią ergodyczną, układami dynamicznymi i rachunkiem prawdopodobieństwa.

## Życiorys
Stopień doktora uzyskał w 1965 r. na Uniwersytecie Princeton, promotorem doktoratu był William Feller. Pracował w IBM Research i na Uniwersytecie Hebrajskim w Jerozolimie.
Swoje prace publikował m.in. w „Israel Journal of Mathematics”, „Ergodic Theory and Dynamical Systems”, „American Journal of Mathematics”, „Duke Mathematical Journal” i „Journal of the European Mathematical Society” oraz najbardziej prestiżowych czasopismach matematycznych świata: „Annals of Mathematics” i „Journal of the American Mathematical Society”.
W 1974 roku wygłosił wykład sekcyjny na Międzynarodowym Kongresie Matematyków w Vancouver. Zagraniczny członek honorowy American Academy of Arts and Sciences.
Wypromował kilku doktorów m.in. laureata Medalu Fieldsa Elona Lindenstraussa, Michaela Hochmana i Itaia Benjaminiego.